# Nemeris percna
Nemeris percna är en fjärilsart som beskrevs av Frederick H. Rindge 1981. Nemeris percna ingår i släktet Nemeris och familjen mätare. Inga underarter finns listade i Catalogue of Life.